# Ignaz Bösendorfer
Ignaz Bösendorfer, född 28 juli 1796, död 14 april 1859, var en österrikisk pianobyggare.
Bösendorfer grundade 1828 i Wien en pianofabrik, som snart vann stort rykte. Den övertogs efter hans död av sonen Ludwig Bösendorfer.